# Dolores Heredia
Dolores Heredia (ur. 6 października 1966 roku w La Paz, Meksyk) – meksykańska aktorka.

## Filmografia
- 2012: Get the Gringo jako matka chłopca
- 2006: Marina jako Rosa
- 2006: El Cobrador: In God We Trust jako Angela
- 2006: Mujer alabastrina
- 2004–2005: Wieczny płomień miłości (Gitanas) jako Jovanka
- 2002: Ciudades Oscuras jako Lola
- 1999: Santitos jako Esperanza
- 1994: Hija del Puma, La jako Catarina
- 1993: Niewłaściwy facet (Wrong Man, The) jako Rosita
- 1991: Patrullero, El

## Życie prywatne
- Jej hobby to: joga, podróże, malarstwo i muzyka.
- Mężem Dolores jest Daniele Finzi Pasca, mają córkę Angelę.